# Amblypsilopus birraduk
Amblypsilopus birraduk är en tvåvingeart som beskrevs av Daniel J. Bickel 1994. Amblypsilopus birraduk ingår i släktet Amblypsilopus och familjen styltflugor.
Artens utbredningsområde är Northern Territory, Australien. Inga underarter finns listade i Catalogue of Life.